# László Zsidai
László Zsidai (Boedapest, 16 juli 1986) is een Hongaars voetballer die als middenvelder speelt. 
Zsidai begon bij BFC Siófok en speelde  ook in de jeugd van MTK Hungária FC, waarvoor hij in het seizoen 2003-2004 zijn debuut maakte als profvoetballer. Hij speelde 107 duels voor MTK Hungária FC en wist hierin vijf keer het net te vinden. Tijdens het seizoen 2004-2005 werd Zsidai verhuurd aan BFC Siófok, waarvoor hij 24 duels speelde zonder te scoren. Hij tekende een huurcontract voor één jaar voor het voetbalseizoen 2010-2011 bij FC Volendam waarna hij bij het inmiddels gedegradeerde MTK terugkeerde. In 2013 ging Zsidai voor Debreceni VSC spelen. In 2016 ging hij naar Puskás Akadémia FC.

## Internationaal
Szidai maakte op 7 februari 2007 zijn debuut als international tijdens het duel Hongarije - Letland.

## Erelijst
2007-2008: Kampioen van Hongarije